# Шумилов, Игорь Сергеевич
Игорь Сергеевич Шумилов (бел. Ігар Сяргеевіч Шумілаў; род. 20 октября 1993, Озерцо, Минская область) — белорусский футболист, защитник, и судья.

## Клубная карьера
Воспитанник школы футбольного клуба «Минск». С 2010 года выступал за дубль клуба. Вторую половину сезона 2012 он провёл во Второй лиге в фарм-клубе «Минск-2». В сезоне 2013 вернулся в основной состав, играя обычно за дубль. 24 июня 2013 года дебютировал в Высшей лиге, отыграв весь матч против мозырьской «Славии» (3:2). Всего в этом сезоне он сыграл 4 матча.
В сезоне 2014 он стал чаще выступать в основной команде. Обычно он выходил на замену, но иногда появлялся на поле и в стартовом составе. В декабре 2014 года он продлил контракт с «Минском». В сезоне 2015 он уже прочно закрепился в основе, играя на позиции центрального или левого защитника.
В начале 2017 года он стал капитаном команды, но в июне 2017 года разорвал соглашение с «Минском». В июле 2017 года перешёл в минское «Торпедо», где стал уверенным игроком основы. Сезон 2018 он начал в стартовом составе, в июне не играл из-за травмы, а с сентября появлялся на поле нерегулярно. В сезоне 2019 он был основным защитником, но только в мае не играл из-за травмы.
В июле 2019 года перешёл в брестский «Рух». Будучи игроком стартового состава, он помог команде выйти в Высшую лигу. В начале 2020 года он не участвовал в межсезонных встречах и официальных матчах команды, а в мае 2020 года контракт с «Рухом» был расторгнут по обоюдному согласию.
С 2021 года работает футбольным судьей. В апреле 2022 года его впервые назначили обслуживать матч Высшей лиги.

## Статистика
| Сезон    | Дивизион | Клуб    | Страна                    | Матчи | Голы |
| -------- | -------- | ------- | ------------------------- | ----- | ---- |
| 2010     | дубль    | Минск   | Флаг Беларуси (1995—2012) | 2     | 0    |
| 2011     | дубль    | Минск   | Флаг Беларуси (1995—2012) | 28    | 0    |
| 2012 (1) | дубль    | Минск   | Флаг Беларуси (1995—2012) | 17    | 5    |
| 2012 (2) | Д3       | Минск-2 | Флаг Беларуси             | 18    | 1    |
| 2013     | Д1       | Минск   | Флаг Беларуси             | 4     | 0    |
| 2014     | Д1       | Минск   | Флаг Беларуси             | 17    | 1    |
| 2015     | Д1       | Минск   | Флаг Беларуси             | 19    | 0    |
| 2016     | Д1       | Минск   | Флаг Беларуси             | 10    | 0    |
| 2017 (1) | Д1       | Минск   | Флаг Беларуси             | 5     | 0    |
| 2017 (2) | Д2       | Торпедо | Флаг Беларуси             | 15    | 1    |
| 2018     | Д1       | Торпедо | Флаг Беларуси             | 19    | 1    |
| 2019 (1) | Д1       | Торпедо | Флаг Беларуси             | 12    | 0    |
| 2019 (2) | Д2       | Рух     | Флаг Беларуси             | 11    | 0    |